# Elisabeth Frink
Dame Elisabeth Jean Frink, CH, DBE, RA (n. 14 de noviembre de 1930, Thurlow, Suffolk - f. 18 de abril de 1993, Blandford Forum, Dorset) fue una escultora y pintora inglesa. 

## Biografía
Lis estudió en la Guildford School of Art (1946–1949), siendo alumna de Willi Soukop, y en la Chelsea School of Art (1949–1953). Formó parte de un grupo de escultores británicos establecido al concluir la Segunda Guerra Mundial, conocidos como la "Geometry of Fear School" a la cual pertenecían Reg Butler, Bernard Meadows, Kenneth Armitage y Eduardo Paolozzi. Los temas de Frink incluían hombres, aves, perros, caballos y motivos religiosos, pero muy rara vez figuras femeninas. Ave (1952; Londres, Tate), una de una serie de esculturas de aves, y la primera de una serie de obras de gran éxito [ véase "Three Heads and the Figurative Tradition" más adelante] con su posición alerta, pose amenazante, caracteriza el estilo de sus primeras obras. Si bien produjo numerosos dibujos e impresiones, ella es especialmente conocida a través de sus esculturas en bronce para exteriores, las cuales son fácilmente distinguibles por sus formas características y textura de sus superficies. Esto lo logra agregando yeso a un molde, el cual posteriormente trabaja con un formón y surform. Este procedimiento contradice la esencia misma del "modelado" establecido en la tradición y definido por la manipulación que hace Rodin de la arcilla. 
Algunas de sus esculturas fueron utilizadas en la película de ciencia ficción The Damned, que se rodó a comienzos de la década de 1960 y en la cual actuó Oliver Reed .
Durante la década de 1960 la fascinación de Frink con la figura humana es evidente en una serie de figuras que se caen y hombres alados. Durante su residencia en Francia desde 1967 hasta 1970, comenzó a realizar un grupo de cabezas monumentales de hombres, atemorizantes, que son conocidas como las goggled heads. Al regresar a Inglaterra, se concentró en el desnudo masculino, con grandes torsos, con caras que parecen máscaras, costillas atenuadas y superficie picada, por ejemplo Running Man (1976; Pittsburgh, PA, Carnegie Mus. A.). Las esculturas de Frink, y sus litografías y grabados creados como ilustraciones para libros, se inspiraban en arquetipos de poder masculino, lucha y agresión.